# 66 Towers
Les 66 Towers, aussi appelées 	Grand Gateway Tower, sont deux gratte-ciel jumeaux de 261 mètres construits en 2005 à Shanghai en Chine. 